# Macrocyphon singularis
Macrocyphon singularis là một loài bọ cánh cứng trong họ Scirtidae. Loài này được Blair miêu tả khoa học năm 1928.